# Liste der Biografien/Steinb
Liste der Biografien |
Portal Biografien |
Personensuche
# |
A |
B |
C |
D |
E |
F |
G |
H |
I |
J |
K |
L |
M |
N |
O |
P |
Q |
R |
S |
T |
U |
V |
W |
X |
Y |
Z |
?
 
Sa |
Sb |
Sc |
Sd |
Se |
Sf |
Sg |
Sh |
Si |
Sj |
Sk |
Sl |
Sm |
Sn |
So |
Sp |
Sq |
Sr |
Ss |
St |
Su |
Sv |
Sw |
Sy |
Sz
 
Sta |
Ste |
Sth |
Sti |
Stj |
Stl |
Sto |
Str |
Sts |
Stt |
Stu |
Stv |
Stw |
Sty
 
Stea |
Steb |
Stec |
Sted |
Stee |
Stef |
Steg |
Steh |
Stei |
Stej |
Stek |
Stel |
Stem |
Sten |
Steo |
Step |
Ster |
Stes |
Stet |
Steu |
Stev |
Stew |
Stey |
Stez
 
Steib |
Steic |
Steid |
Steie |
Steif |
Steig |
Steij |
Steik |
Steil |
Steim |
Stein |
Steio |
Steir |
Steis |
Steit |
Steiw |
Steix
 
Steina |
Steinb |
Steinc |
Steind |
Steine |
Steinf |
Steing |
Steinh |
Steini |
Steink |
Steinl |
Steinm |
Steinn |
Steino |
Steinp |
Steinr |
Steins |
Steint |
Steinu |
Steinv |
Steinw
Die Liste der Biografien führt alle Personen auf, die in der deutschsprachigen Wikipedia einen Artikel haben. Dieses ist eine Teilliste mit 332 Einträgen von Personen, deren Namen mit den Buchstaben „Steinb“ beginnt.

## Steinb

### Steinba
- Steinbach Tarnutzer, Karin (* 1966), deutsch-schweizerische Alpinjournalistin, Lektorin, BergsteigerinKarin Steinbach Tarnutzer (* 1966)
- Steinbach, Andreas (* 1965), deutscher Ringer

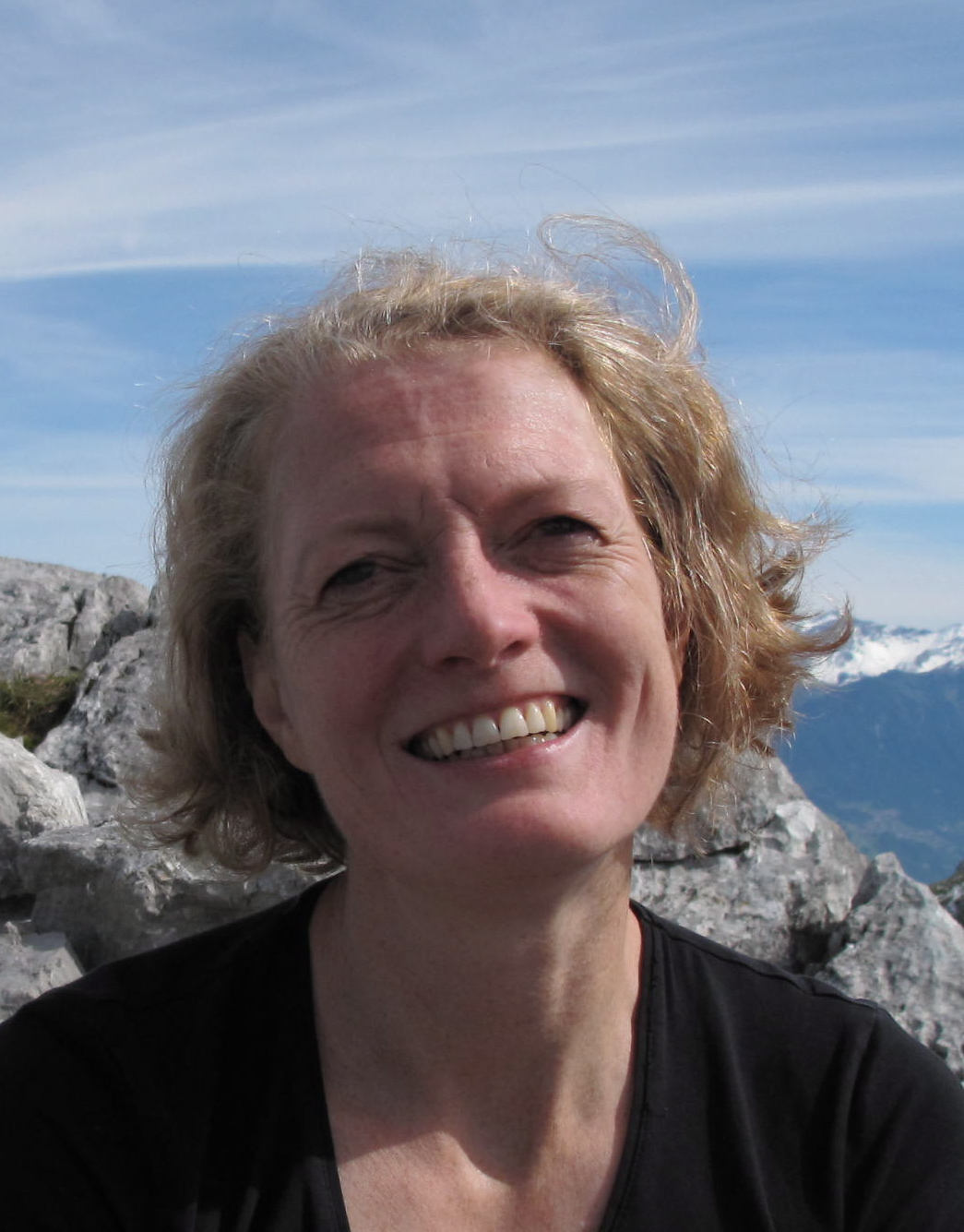
Karin Steinbach Tarnutzer (* 1966)

- Steinbach, Andrzej (* 1983), deutscher Künstler und Fotograf
- Steinbach, Angela (* 1955), deutsche Schwimmerin
- Steinbach, Anton (1844–1918), deutscher Heimatdichter und Lehrer
- Steinbach, Armin (* 1978), deutscher Staatswissenschaftler

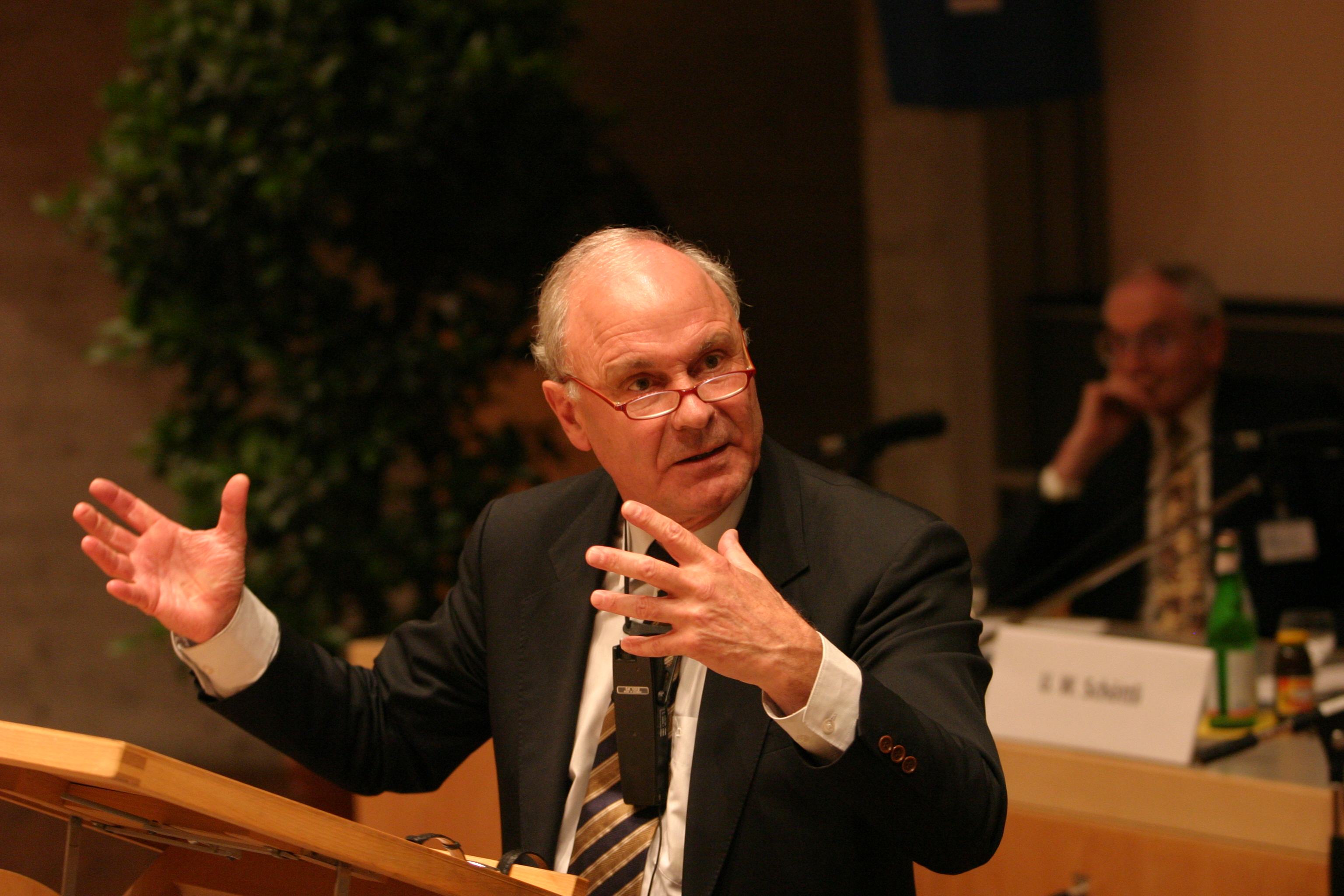
Udo Steinbach (1943–2025)

- Steinbach, Arndt (* 1968), deutscher Politiker (CDU)
- Steinbach, Bernd (* 1952), deutscher Informatiker und Professor für Softwaretechnologie und Programmierungstechnik
- Steinbach, Bjorn (* 1985), südafrikanischer Schauspieler
- Steinbach, Burkhard (* 1970), deutscher Basketballspieler
- Steinbach, Christian (1921–1999), deutscher Politiker (SPD), MdL
- Steinbach, Christian (* 1973), deutscher Politiker (CDU), MdL
- Steinbach, Christoph Ernst (1698–1741), deutscher Arzt und Lexikograph
- Steinbach, Eduard (1878–1939), deutscher Maler
- Steinbach, Emil (1846–1907), österreichischer Jurist, Beamter und Finanzminister
- Steinbach, Eric (* 1980), US-amerikanischer American-Football-Spieler
- Steinbach, Erika (* 1943), deutsche Politikerin (CDU), MdBErika Steinbach (* 1943)

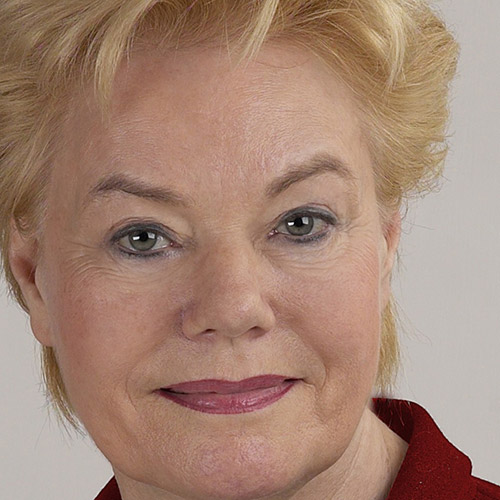
Erika Steinbach (* 1943)

- Steinbach, Ernst (1906–1984), deutscher evangelischer Theologe und Religionsphilosoph
- Steinbach, Ernst (* 1939), österreichischer Lehrer und Politiker (SPÖ), Landtagsabgeordneter, Abgeordneter zum Nationalrat
- Steinbach, Falko (* 1957), deutscher Pianist und Komponist
- Steinbach, Franz (1895–1964), deutscher Historiker
- Steinbach, Fritz (1855–1916), deutscher Dirigent und Komponist
- Steinbach, Gunter (1938–2002), deutscher Sachbuchautor und Herausgeber einer Naturführer-Serie
- Steinbach, Günther (1934–2020), österreichischer Beamter und Publizist
- Steinbach, Haim (* 1944), israelisch-US-amerikanischer Objekt- und Installationskünstler
- Steinbach, Hannes (* 2006), deutscher Basketballspieler
- Steinbach, Hans Erwin (1896–1971), deutscher Kunstmaler
- Steinbach, Hans-Dieter (* 1952), deutscher Diplomat
- Steinbach, Helma (1847–1918), deutsche Mitbegründerin des Konsum-, Bau- und Sparvereins Produktion eGmbH, Hamburg, und Gewerkschafterin
- Steinbach, Helmut (1929–2019), deutscher Dirigent
- Steinbach, Hugo (* 1873), deutscher Architekt
- Steinbach, Jörg (* 1956), deutscher Chemieingenieur, Hochschullehrer (TU Berlin) und PolitikerJörg Steinbach (* 1956)

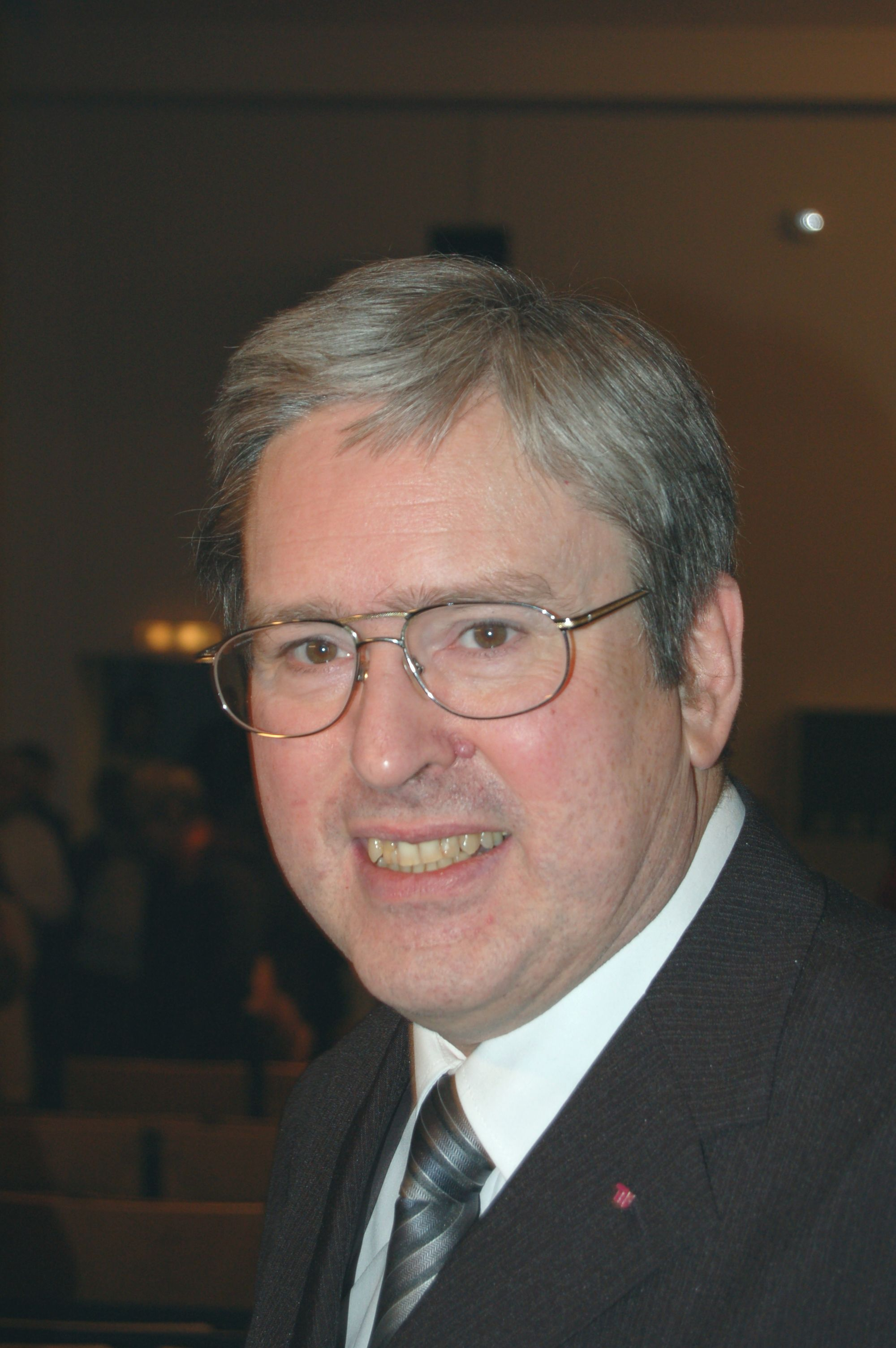
Jörg Steinbach (* 1956)

- Steinbach, Josef (1879–1937), österreichischer Gewichtheber und Tauzieher
- Steinbach, Klaus (* 1953), deutscher Sportler und Sportfunktionär
- Steinbach, Kurt (1890–1974), deutscher Arzt
- Steinbach, Kurt (1895–1969), deutscher Mediziner und Maler
- Steinbach, Kurt (* 1922), deutscher Fußballtorwart
- Steinbach, Laura (* 1985), deutsche Handballspielerin
- Steinbach, Lena (* 1992), deutsche Fußballspielerin
- Steinbach, Lothar (* 1937), deutscher Historiker und Hochschullehrer
- Steinbach, Manfred (* 1933), deutscher Leichtathlet und Sportmediziner
- Steinbach, Markus (* 1967), deutscher Linguist
- Steinbach, Matthias (* 1966), deutscher Historiker
- Steinbach, Michael (* 1969), deutscher Ruderer
- Steinbach, Nico (* 1984), deutscher Politiker (SPD), MdL
- Steinbach, Nikolaus (1854–1936), deutscher Bildhauer
- Steinbach, Oskar (1913–1937), deutscher Motorradrennfahrer
- Steinbach, Peter (1938–2019), deutscher Drehbuch-, Hörspiel- und Romanautor
- Steinbach, Peter (* 1948), deutscher Historiker
- Steinbach, Petre (1906–1996), rumänischer Fußballspieler
- Steinbach, Poldi (1904–1944), österreichischer Boxer
- Steinbach, Rudolf (1903–1966), deutscher Architekt und Hochschullehrer
- Steinbach, Sabine (* 1952), deutsche Schwimmerin
- Steinbach, Sandra (* 1975), deutsche Schauspielerin
- Steinbach, Sebastian (* 1978), deutscher Historiker mit den Forschungsschwerpunkten Wirtschafts- und Sozialgeschichte sowie Münz- und Geldgeschichte (Numismatik) des Mittelalters
- Steinbach, Settela (1934–1944), niederländische Sintiza
- Steinbach, Udo (1943–2025), deutscher IslamwissenschaftlerUdo Steinbach (1943–2025)
- Steinbach, Ulrich (* 1968), deutscher Politiker (Bündnis 90/Die Grünen), MdL
- Steinbach, Walter (1902–1947), deutscher Schriftsteller und Herausgeber
- Steinbach, Walter Christian (* 1944), deutscher Politiker (CDU), MdL
- Steinbach, Wendelin (1454–1519), deutscher Hochschullehre und Theologe
- Steinbach, Werner (1919–2005), deutscher Maschinenbauingenieur
- Steinbach, Wilhelm (1691–1752), deutscher evangelischer Pfarrer und Chronist
- Steinbach, Wiltrud, deutsche Tischtennisspielerin
- Steinbach, Wolfgang (* 1954), deutscher Fußballspieler und -trainer
- Steinbachek, Larry (1960–2016), britischer Sänger
- Steinbacher, Alexander (1931–2009), deutscher Pianist
- Steinbacher, Arabella (* 1981), deutsche ViolinistinArabella Steinbacher (* 1981)

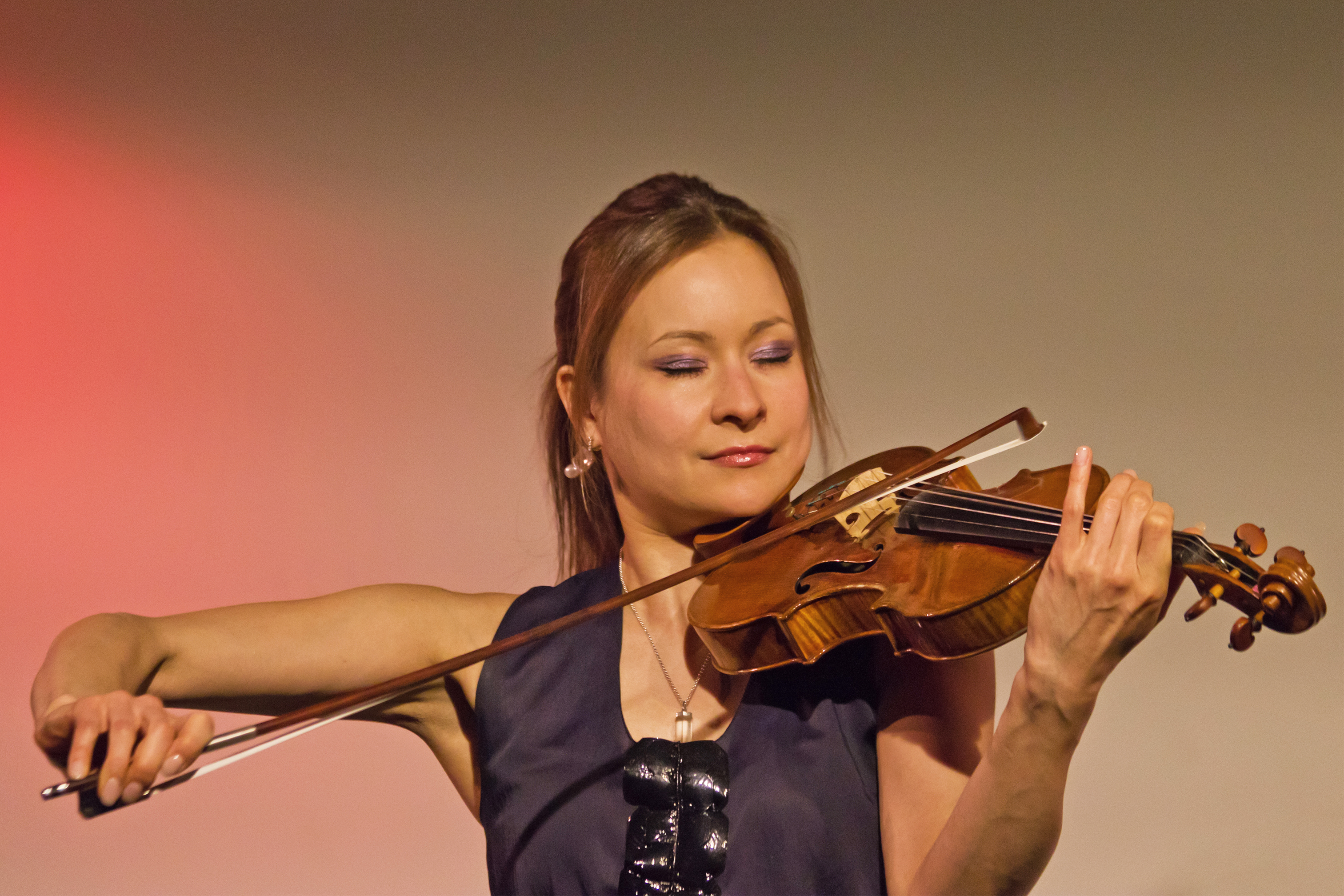
Arabella Steinbacher (* 1981)

- Steinbacher, Christian (* 1960), österreichischer Schriftsteller
- Steinbacher, Claudia (* 1970), deutsche Schachspielerin
- Steinbacher, Elmar (* 1966), deutscher Jurist und politischer Beamter
- Steinbacher, Erwin (1903–1988), deutscher Jazz- und Unterhaltungsmusiker
- Steinbacher, Friedrich (1877–1938), deutscher Ornithologe
- Steinbacher, Georg (1910–1979), deutscher Ornithologe und Zoodirektor
- Steinbacher, Joachim (1911–2005), deutscher Ornithologe
- Steinbacher, Judith (* 1946), deutsche Grafikerin und Kinderbuchautorin
- Steinbacher, Klaus (* 1994), deutscher Schauspieler
- Steinbacher, Sybille (* 1966), deutsche Historikerin
- Steinbacher, Volker (* 1957), deutscher Maler, Graphiker und Konzeptkünstler
- Steinbäcker, Gert (* 1952), österreichischer Sänger und LiedermacherGert Steinbäcker (* 1952)

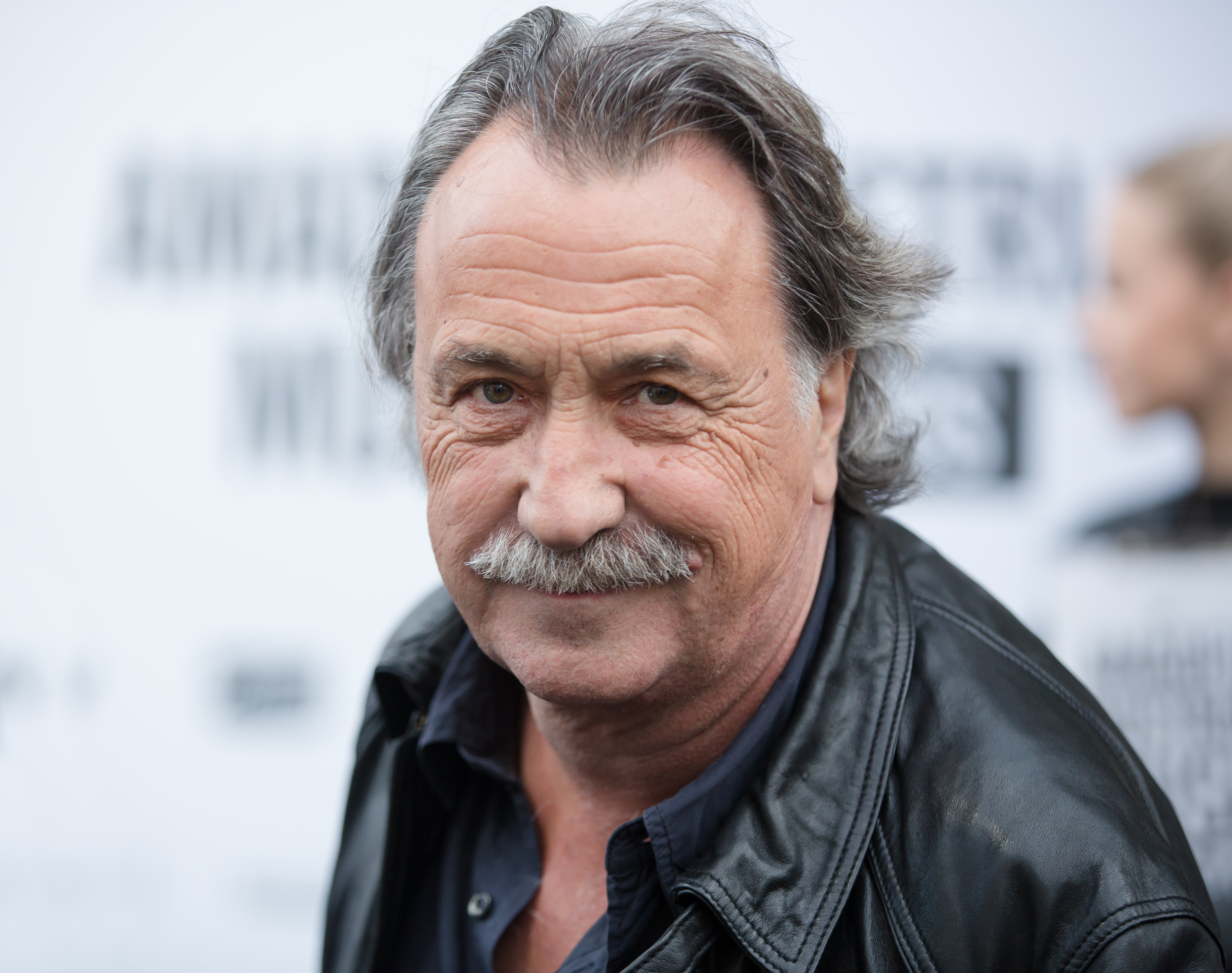
Gert Steinbäcker (* 1952)

- Steinbakken, Emma (* 2003), norwegische Popsängerin
- Steinbarg, Elieser (1880–1932), jiddischsprachiger Schriftsteller
- Steinbart, Gotthelf Samuel (1738–1809), deutscher Theologe, Pädagoge und Philosoph
- Steinbart, Karl (1852–1923), deutscher Bankier, Kunstsammler und Mäzen
- Steinbart, Kurt (1890–1981), deutscher Kunsthistoriker
- Steinbatz, Leopold (1918–1942), österreichischer Jagdflieger
- Steinbauer, Clemens (* 2002), österreichischer Fußballspieler
- Steinbauer, Friedrich (1934–2003), deutscher lutherischer Missionar, Religionswissenschaftler und Anthropologe
- Steinbauer, Georg (1864–1949), bayerischer Generalmajor
- Steinbauer, Gustav (1889–1961), österreichischer Jurist
- Steinbauer, Heribert (* 1935), österreichischer Politiker (ÖVP), Abgeordneter zum Nationalrat
- Steinbauer, Karl (1906–1988), deutscher evangelisch-lutherischer Theologe und Mitglied der Bekennenden Kirche
- Steinbauer, Marie Simone (* 1969), deutsche Schauspielerin
- Steinbauer, Marie-Louise (* 1934), deutsche Journalistin und ModeratorinMarie-Louise Steinbauer (* 1934)

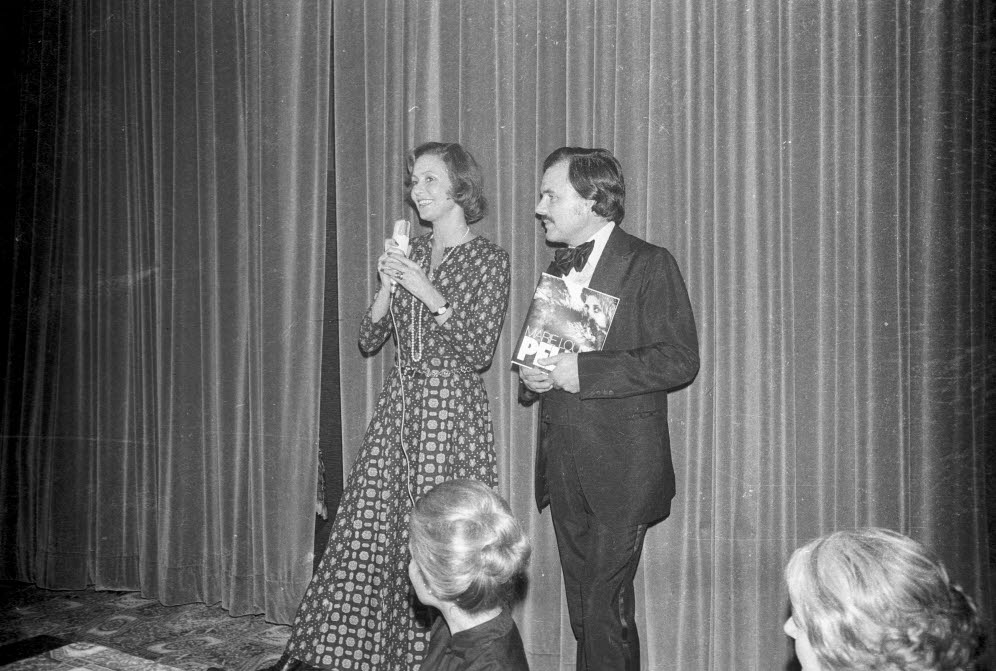
Marie-Louise Steinbauer (* 1934)

- Steinbauer, Martin (* 1980), österreichischer Langstrecken- und Hindernisläufer
- Steinbauer, Maximilian (* 2001), deutscher Fußballspieler
- Steinbauer, Othmar (1895–1962), österreichischer Komponist und Musiktheoretiker
- Steinbauer, Walter (1945–1991), deutscher Bobsportler
- Steinbauer, Wolfgang (1888–1978), deutscher Seeoffizier, zuletzt Fregattenkapitän der Kriegsmarine

### Steinbe
- Steinbecher, Andrea (* 1976), deutsche Triathletin
- Steinbeck, Anastasija (* 1977), deutsche Stabhochspringerin
- Steinbeck, Anja (* 1966), deutsche Rechtswissenschaftlerin
- Steinbeck, Christoph (* 1966), deutscher Chemiker
- Steinbeck, Christoph Gottlieb (1766–1818), deutscher Prediger, Jurist und Schriftsteller der Aufklärung
- Steinbeck, Erich (1892–1960), deutscher Politiker (CDU), MdA
- Steinbeck, Fidi (* 1984), Hamburger Singer-Songwriterin und Cellistin
- Steinbeck, Georg, deutscher Fußballspieler
- Steinbeck, Heinrich (1884–1967), deutsch-schweizerischer Komponist und Dirigent
- Steinbeck, Janet (* 1951), australische Schwimmerin
- Steinbeck, John (1902–1968), US-amerikanischer SchriftstellerJohn Steinbeck (1902–1968)

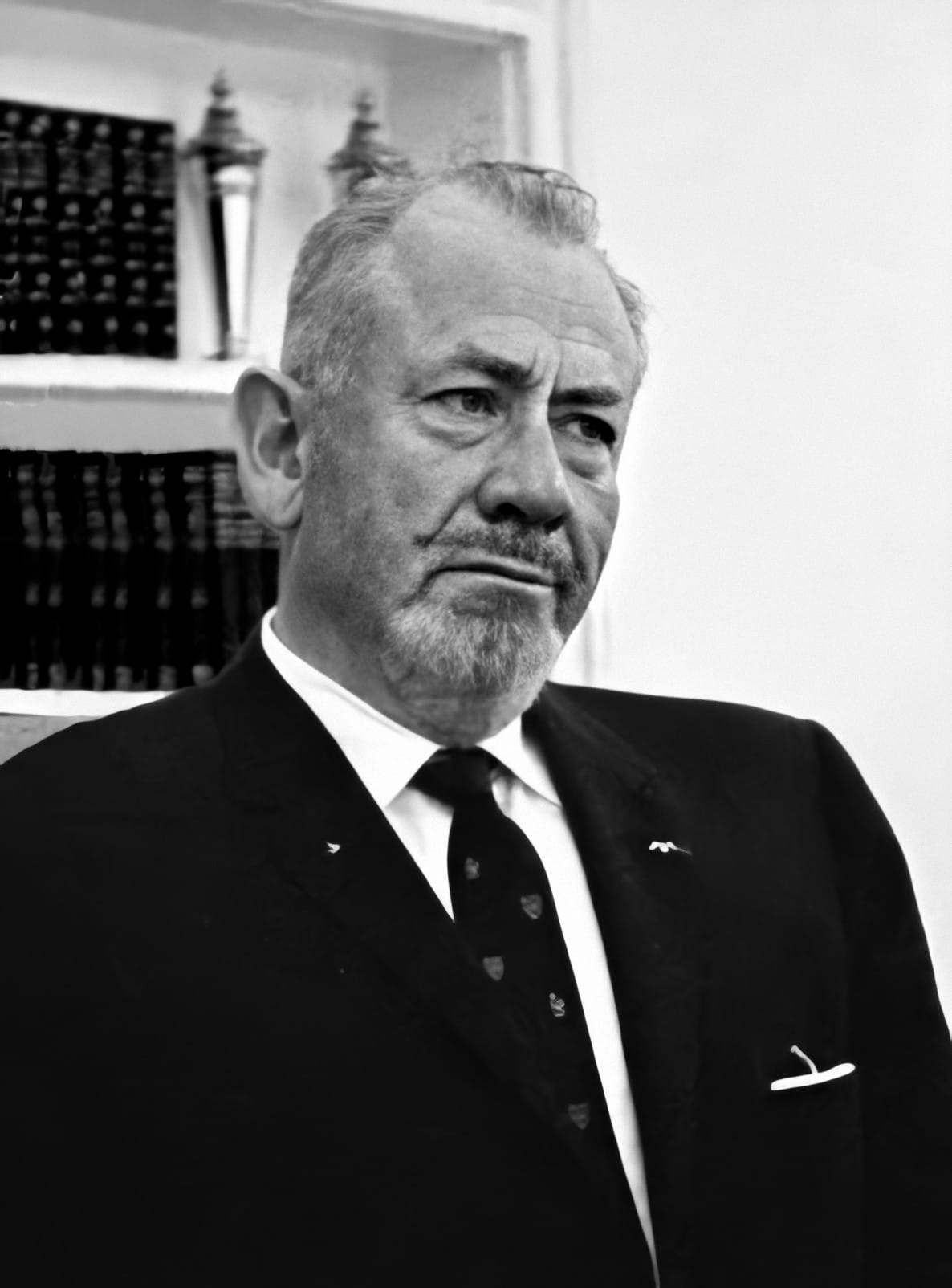
John Steinbeck (1902–1968)

- Steinbeck, Karl-Heinz (* 1919), deutscher Fußballspieler
- Steinbeck, Michelle (* 1990), Schweizer Schriftstellerin
- Steinbeck, Paco (* 1975), deutscher Kunst- und Antiquitätenhändler, RTL-Fernsehpersönlichkeit
- Steinbeck, Paul, US-amerikanischer Hochschullehrer, Autor und Jazzmusiker
- Steinbeck, Peter (1887–1945), deutscher Gewerkschaftssekretär, Mitglied des Provinziallandtages der Provinz Hessen-Nassau
- Steinbeck, Thomas (1944–2016), US-amerikanischer Schriftsteller
- Steinbeck, Walter (1878–1942), deutscher Schauspieler
- Steinbeck, Wolfram (1905–1988), deutscher Philosoph
- Steinbeck, Wolfram (* 1945), deutscher Musikwissenschaftler
- Steinbeis, Alexander (* 1974), deutscher Kultur- und Musikmanager
- Steinbeis, Ferdinand von (1807–1893), deutscher Wirtschaftspolitiker
- Steinbeis, Maximilian (* 1970), deutscher Jurist, Journalist und SchriftstellerMaximilian Steinbeis (* 1970)

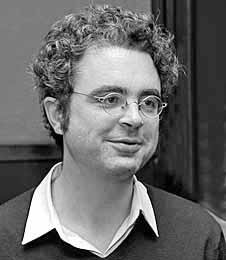
Maximilian Steinbeis (* 1970)

- Steinbeis, Otto von (1839–1920), deutscher Unternehmer und Industriepionier
- Steinbeißer, Herbert (* 1938), deutscher Skilangläufer
- Steinbeißer, Josef Wolfgang (1894–1980), deutscher Schlossermeister, Schauspieler und Bühnenautor
- Steinbeißer, Manfred (* 1976), deutscher Volleyballtrainer
- Steinberg, Aaron Sacharowitsch (1891–1975), russisch-britischer Philosoph und Übersetzer
- Steinberg, Albert (1910–2003), kanadischer Geiger und Dirigent
- Steinberg, August von (1820–1881), österreichischer Richter und Politiker, Landtagsabgeordneter
- Steinberg, Ben (1930–2023), kanadischer Komponist, Dirigent, Organist und Musikpädagoge
- Steinberg, Billy (* 1950), US-amerikanischer Songwriter
- Steinberg, Boris (* 1965), deutscher Chansonsänger und Texter
- Steinberg, Curt (1880–1960), deutscher Architekt und Maler
- Steinberg, Detlev (1944–2020), deutscher Fotograf und Bildreporter
- Steinberg, Eduard Arkadjewitsch (1937–2012), russischer Maler
- Steinberg, Elan (1952–2012), amerikanischer geschäftsführender Direktor des Jüdischen Weltkongresses
- Steinberg, Eric (* 1969), US-amerikanischer Schauspieler
- Steinberg, Erica, deutsche Produzentin und Executive Producerin
- Steinberg, Ernst von (1848–1911), preußischer Offizier, Gutsbesitzer und Mitglied des Preußischen Herrenhauses
- Steinberg, Georg (* 1974), deutscher Rechtswissenschaftler und Hochschullehrer
- Steinberg, Georg Friedrich von (1727–1765), hannoverischer Minister; Geheimrat und Gesandter in Wien
- Steinberg, Gerald (* 1950), israelischer Politologe und Hochschullehrer
- Steinberg, Guido (* 1968), deutscher Islamwissenschaftler
- Steinberg, Hans H. (* 1950), deutscher Film- und Fernsehschauspieler
- Steinberg, Hans-Josef (1935–2003), deutscher Historiker der Arbeiterbewegung
- Steinberg, Heinrich (1913–1995), deutscher Bürgermeister (FDP) und Dichter
- Steinberg, Heinrich August (1668–1749), deutscher Prediger
- Steinberg, Heinz (1913–2003), deutscher Pädagoge und Bibliothekar
- Steinberg, Isaac Nachman (1888–1957), russischer Jurist, Politiker und Publizist
- Steinberg, Jakow Wladimirowitsch (1880–1942), russischer Fotograf
- Steinberg, James (* 1953), US-amerikanischer Politiker, Vizeaußenminister
- Steinberg, Jean-Louis (1922–2016), französischer Astronom
- Steinberg, Jelisaweta Iwanowna (1884–1963), russische bzw. sowjetische Botanikerin und Hochschullehrerin
- Steinberg, Johann Melchior (1625–1670), reformierter Theologe, Geistlicher und Hochschullehrer
- Steinberg, Johannes (1592–1653), deutscher Juraprofessor
- Steinberg, Jonathan (1934–2021), US-amerikanischer Neuzeithistoriker
- Steinberg, Jonny (* 1970), südafrikanischer Journalist, Autor und Herausgeber
- Steinberg, Jörg (* 1963), deutscher Schauspieler, Theaterregisseur und Bühnenautor
- Steinberg, Josef (1904–1981), deutscher katholischer Priester, Studentenseelsorger und Akademiedirektor
- Steinberg, Josua (1839–1908), russisch-jüdischer Gelehrter
- Steinberg, Julius (* 1972), deutscher Theologe
- Steinberg, Karl (* 1952), deutscher Unternehmer, Erfinder von Cubase und VSTKarl Steinberg (* 1952)

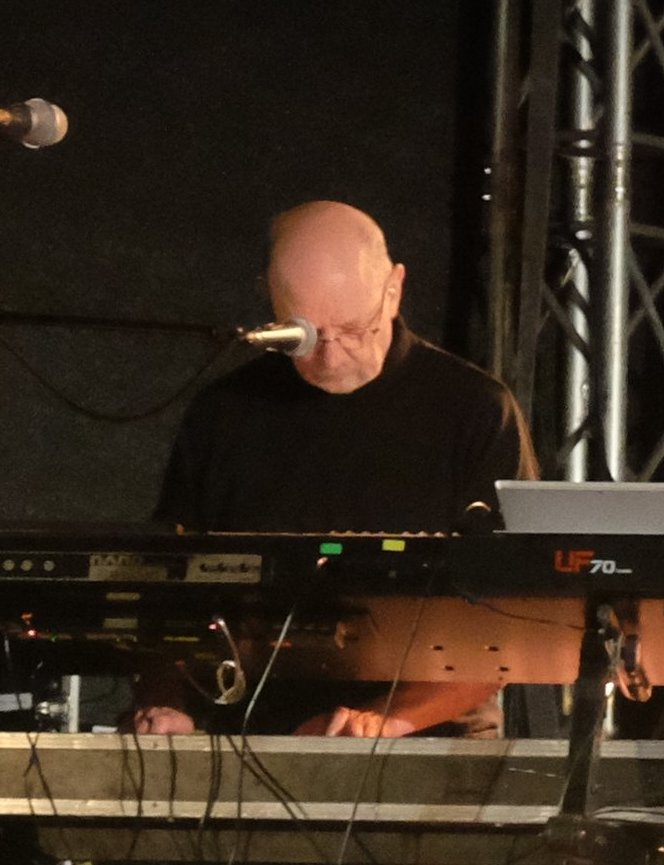
Karl Steinberg (* 1952)

- Steinberg, Karl Friedrich (1897–1950), deutscher SS-Unterscharführer und Kriegsverbrecher
- Steinberg, Karl-Hermann (1941–2021), deutscher Chemiker und Politiker (CDU), Minister für Umwelt und Naturschutz der DDR (1990)
- Steinberg, Laurence (* 1952), US-amerikanischer Psychologe
- Steinberg, Leo (1920–2011), US-amerikanischer Kunsthistoriker und Kunstkritiker
- Steinberg, Leonard, Baron Steinberg (1936–2009), britischer Politiker (Conservative Party) und Unternehmer
- Steinberg, Lewie (1933–2016), US-amerikanischer Musiker
- Steinberg, Lucien (1926–2008), französischer Journalist und Historiker
- Steinberg, Ludwig (1884–1939), Polizeipräsident in Frankfurt am Main
- Steinberg, Max (* 1988), US-amerikanischer Pokerspieler
- Steinberg, Maximilian Ossejewitsch (1883–1946), russischer Komponist
- Steinberg, Melchior (1559–1614), Görlitzer Richter und Bürgermeister
- Steinberg, Melvin (* 1933), US-amerikanischer Politiker
- Steinberg, Michael (1928–2009), deutsch-amerikanischer Musikkritiker
- Steinberg, Michael P. (* 1956), US-amerikanischer Präsident der American Academy in Berlin
- Steinberg, Michail (1952–1976), sowjetischer Schachmeister
- Steinberg, Pinchas (* 1945), israelischer Dirigent
- Steinberg, René (* 1973), deutscher Kabarettist und AutorRené Steinberg (* 1973)

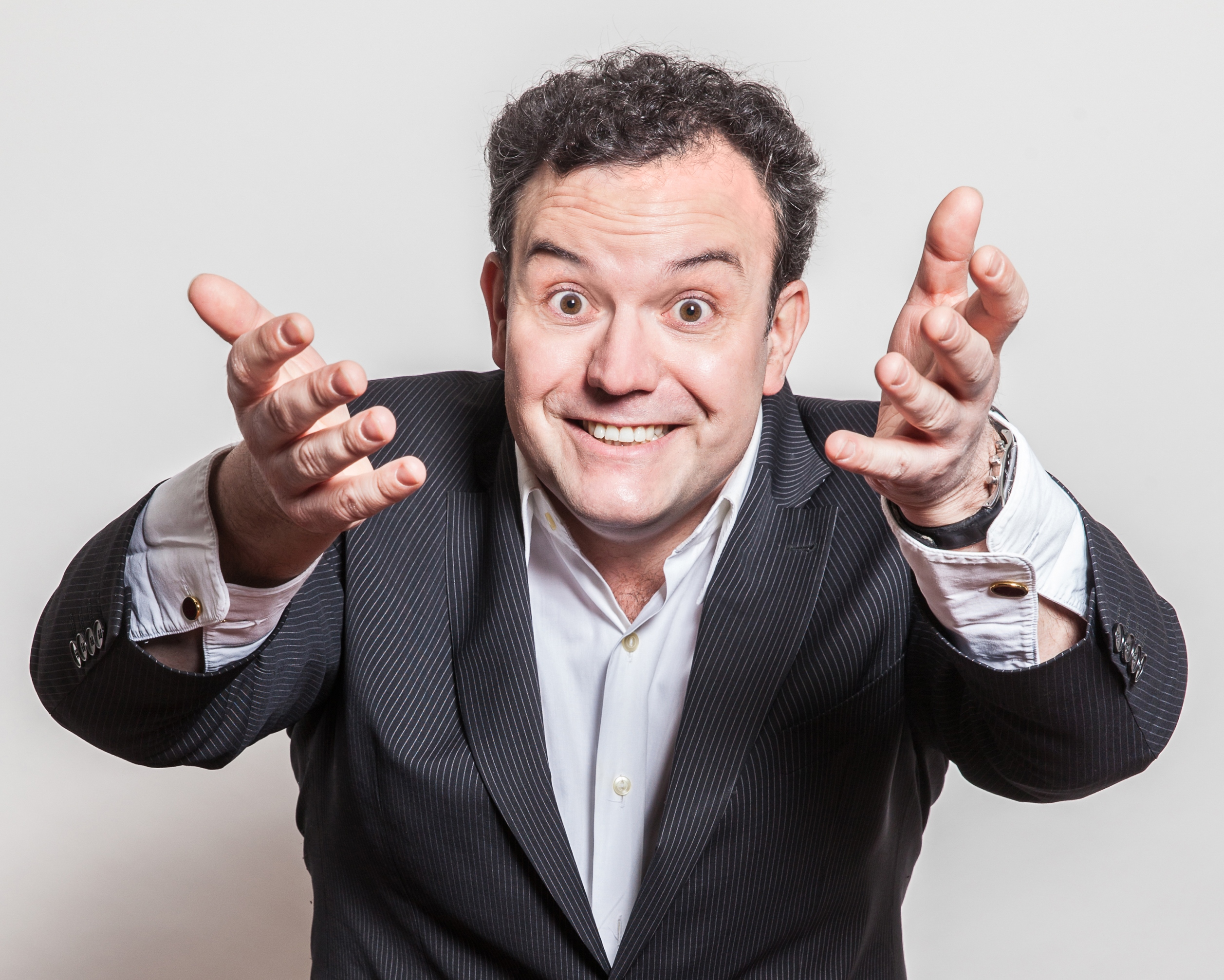
René Steinberg (* 1973)

- Steinberg, Robert (1922–2014), US-amerikanischer Mathematiker
- Steinberg, Roman (1900–1928), estnischer Ringer
- Steinberg, Rudolf (* 1943), deutscher Rechtswissenschaftler und emeritierter Professor für öffentliches Recht
- Steinberg, Salomon David (1889–1965), Schweizer Schriftsteller
- Steinberg, Sarah (* 1988), deutsche Trainerin im deutschen Galoppsport
- Steinberg, Saul (1914–1999), rumänisch-US-amerikanischer Zeichner und Karikaturist
- Steinberg, Semmy (1845–1933), deutscher Schriftsteller
- Steinberg, Sergei Samoilowitsch (1872–1940), russischer Metallurg, Metallkundler und Hochschullehrer
- Steinberg, Sigfrid Henry (1899–1969), deutsch-britischer Historiker
- Steinberg, Udo (1877–1919), deutscher Fußballspieler, Trainer und Funktionär
- Steinberg, Urte (* 1958), deutsche Politikerin
- Steinberg, Uwe (1942–1983), deutscher Fotograf
- Steinberg, Werner (1913–1992), deutscher Schriftsteller
- Steinberg, Werner (1929–2012), deutscher Politiker (CDU)
- Steinberg, Will (1892–1934), deutscher Librettist
- Steinberg, William (1899–1978), US-amerikanischer Dirigent deutscher Herkunft
- Steinberg, Zeev (1918–2011), israelischer Komponist und Bratschist
- Steinberg-Frank, Alfred (1888–1953), österreichischer Librettist
- Steinberg-Skirbs, August von (1816–1888), deutscher Marine-Sanitätsoffizier
- Steinberger, Bernhard (1917–1990), deutsches Opfer stalinistischer Repression in der DDR
- Steinberger, Bertram (* 1986), österreichischer Tennisspieler
- Steinberger, Charly (1937–2019), österreichischer Kameramann
- Steinberger, Cleo (* 1996), deutsche Jazzmusikerin (Gesang, Songwriting)
- Steinberger, Edmund (* 1912), deutscher Schauspieler, Hörspielsprecher und Regisseur
- Steinberger, Emil (* 1933), Schweizer Kabarettist, Schriftsteller, Regisseur und SchauspielerEmil Steinberger (* 1933)

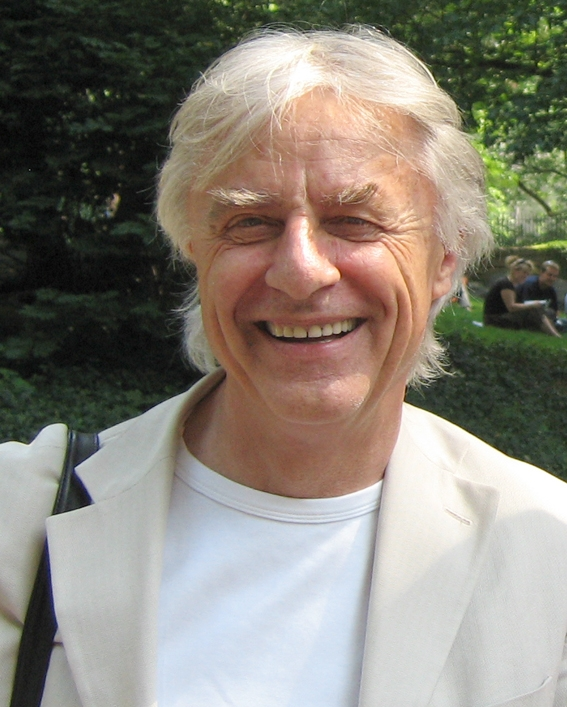
Emil Steinberger (* 1933)

- Steinberger, Eva (* 1983), österreichische Berufsgolferin
- Steinberger, Eveline (* 1972), österreichische Betriebswirtin und Unternehmerin
- Steinberger, Georg (1865–1904), deutscher Schriftsteller und Seelsorger
- Steinberger, Gustav (1862–1931), österreichischer Architekt und Baumeister
- Steinberger, Heinz (* 1958), österreichischer Eisschnellläufer
- Steinberger, Helmut (1931–2014), deutscher Rechtswissenschaftler und Richter des Bundesverfassungsgerichts
- Steinberger, Jack (1921–2020), US-amerikanischer Physiker und Nobelpreisträger
- Steinberger, Johann Adolph (1777–1866), deutscher Politiker, Oberbürgermeister der Stadt Köln
- Steinberger, Josef (1874–1961), Theologe
- Steinberger, Julia (* 1974), US-amerikanisch-schweizerisch-britische Naturwissenschaftlerin, Umweltaktivistin und Hochschullehrerin
- Steinberger, Karin (* 1967), deutsche Journalistin
- Steinberger, Karl (1811–1857), Landtagsabgeordneter Großherzogtum Hessen
- Steinberger, Kathrin (* 1982), österreichische Kinder- und Jugendbuchautorin
- Steinberger, Nathan (1910–2005), deutscher kommunistischer Wirtschaftswissenschaftler
- Steinberger, Rosi (* 1960), deutsche Politikerin (Bündnis 90/Die Grünen), MdL
- Steinberger, Simon (1874–1949), österreichischer Gendarm
- Steinberger, Stephan (1833–1905), bayerischer Bergsteiger und Kapuziner
- Steinberger, Walter (1924–1997), deutscher Versicherungskaufmann und Politiker (CSU), MdL Bayern

### Steinbi
- Steinbichler, Hans (* 1966), deutscher Regisseur und Drehbuchautor
- Steinbichler, Joseph (1769–1801), deutscher Theologe und Schriftsteller
- Steinbichler, Leopold (* 1959), österreichischer Politiker (ÖVP), Abgeordneter zum Nationalrat, Mitglied des Bundesrates
- Steinbichler, Stan (* 2002), österreichischer Filmschauspieler
- Steinbicker, Reinhart (1904–1935), deutscher Drehbuchautor, Regieassistent und Filmregisseur
- Steinbicker, Volker (* 1939), deutscher Arzt und Hochschullehrer
- Steinbigler, Hans (1934–2021), deutscher Elektroingenieur
- Steinbinder, Michael (* 1894), deutscher SS-Führer
- Steinbiß, Florian (* 1957), deutscher Autor und Filmregisseur
- Steinbiß, Olaf (* 1966), deutscher Politiker (SPD), MdHB
- Steinbiß, Viktoria (1892–1971), deutsche Politikerin (CDU), MdL

### Steinbl
- Steinblock, Eddy (1955–2017), deutscher Wrestler und Schauspieler

### Steinbo
- Steinböck, Andreas, österreichischer Steinmetzmeister und Bildhauer des Barock
- Steinböck, Franz Joseph (1732–1782), österreichischer Steinmetzmeister des Barock, 1768 und 1776 Obervorsteher der Wiener Bauhütte
- Steinböck, Gabriel (1705–1764), österreichischer kaiserlicher Hofsteinmetzmeister des Barock
- Steinböck, Herbert (* 1958), österreichischer Kabarettist und SchauspielerHerbert Steinböck (* 1958)

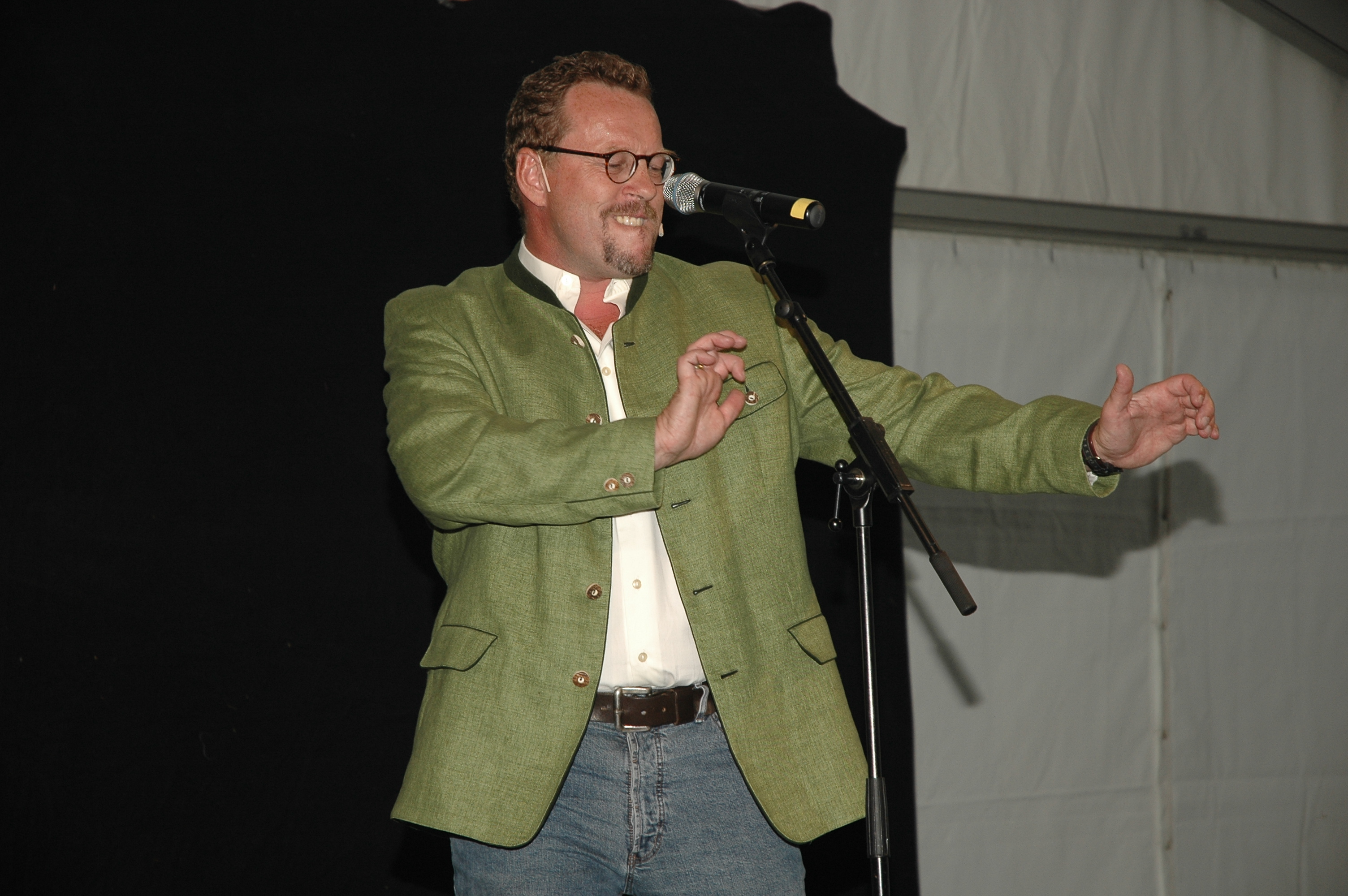
Herbert Steinböck (* 1958)

- Steinböck, Johann (1894–1962), österreichischer Politiker (ÖVP) und Landeshauptmann von Niederösterreich
- Steinbock, Johann (1909–2004), katholischer Priester, Kanonikus und Gegner des Nationalsozialismus
- Steinbock, John (1937–2010), US-amerikanischer Geistlicher und katholischer Bischof von Fresno
- Steinböck, Josef (1927–2001), österreichischer Politiker (ÖVP), Landtagsabgeordneter, Mitglied des Bundesrates
- Steinböck, Josef (* 1967), österreichischer Musikwissenschaftler, Professor für Tuba und Blechbläserensemble
- Steinbock, Klaus (* 1939), deutscher Automatisierungsingenieur und Professor für Automatisierungstechnik, Gründungsrektor der HTWK Leipzig
- Steinbock, Stefan (* 1962), deutscher Eishockeyspieler, DDR-Nationalspieler
- Steinböck, Stefan Gabriel (1737–1783), österreichischer Steinmetzmeister des Barock
- Steinböck, Thomas, bayerischer Bierbrauer, Gastronom und Politiker
- Steinböck, Veith (1656–1713), österreichischer Steinmetzmeister und Bildhauer des Barock, Dombaumeister zu St. Stephan in Wien
- Steinböck, Veronika (* 1964), österreichische Schauspielerin, Regisseurin, Kuratorin, Theaterpädagogin und Künstlerische Leiterin
- Steinböck, Wolfgang (1650–1708), österreichischer Steinmetzmeister und Bildhauer des Barock, Bürgermeister von Eggenburg (1703–1707)
- Steinboeck, Rudolf (1908–1996), österreichischer Schauspieler, Theaterregisseur und Theaterleiter
- Steinbömer, Gustav (1881–1972), deutscher Schriftsteller, Dramaturg und Kritiker
- Steinborn, Andro (* 1968), deutscher Filmproduzent
- Steinborn, August Albert (1904–2001), deutscher Architekt
- Steinborn, Birgit (* 1960), deutsche Gesamtbetriebsratsvorsitzende und stellvertretende Aufsichtsratsvorsitzende der Siemens AG
- Steinborn, Dirk (* 1946), deutscher Chemiker
- Steinborn, Edgar (* 1957), deutscher Fußballschiedsrichter
- Steinborn, Ernst Otto (1932–2017), deutscher Chemiker
- Steinborn, Fred (* 1962), deutscher Fußballspieler
- Steinborn, Heinrich (1894–1989), deutscher Gewichtheber und US-amerikanischer WrestlerHeinrich Steinborn (1894–1989)

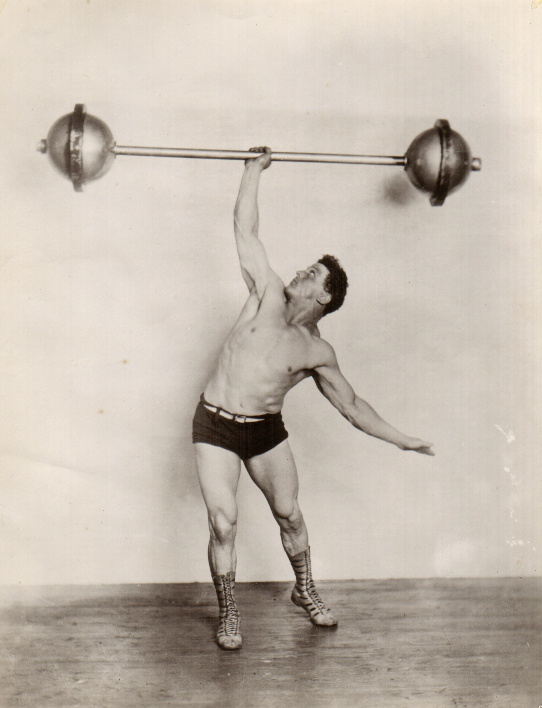
Heinrich Steinborn (1894–1989)

- Steinborn, Heinz (* 1940), deutscher Fußballspieler
- Steinborn, Margarete (1893–1957), deutsche Filmeditorin
- Steinborn, Ronja (* 1990), deutsche Moderne Fünfkämpferin
- Šteinbors, Pāvels (* 1985), lettischer Fußballtorwart

### Steinbr
- Steinbrecher, Alexander (1910–1982), österreichischer Komponist
- Steinbrecher, Carolina (* 1987), österreichische Kamerafrau
- Steinbrecher, Erich (* 1882), deutscher Jurist und Politiker, Staatsrat von Schaumburg-Lippe (SPD)
- Steinbrecher, Erik (* 1963), Schweizer Künstler
- Steinbrecher, Georg (1878–1939), deutscher Politiker (SPD)
- Steinbrecher, Gottfried (1662–1732), deutscher Schulrektor und Philologe
- Steinbrecher, Gustav (1876–1940), deutscher Buchdrucker, Arbeitersekretär und Minister
- Steinbrecher, Hans (* 1917), deutscher Politiker (KPD, SED), MdL
- Steinbrecher, Joachim (1523–1598), Lehnsekretär der Mark Brandenburg
- Steinbrecher, Johannes (1890–1959), deutscher Chemiker und Hochschullehrer
- Steinbrecher, Jon, US-amerikanischer Sportfunktionär
- Steinbrecher, Kurt (1921–1996), deutscher Politiker (SPD), MdL
- Steinbrecher, Marianne (* 1983), brasilianische Volleyballspielerin
- Steinbrecher, Michael (1887–1976), deutscher Architekt
- Steinbrecher, Michael (* 1965), deutscher Journalist, Fernsehmoderator und Professor für Fernseh- und VideojournalismusMichael Steinbrecher (* 1965)

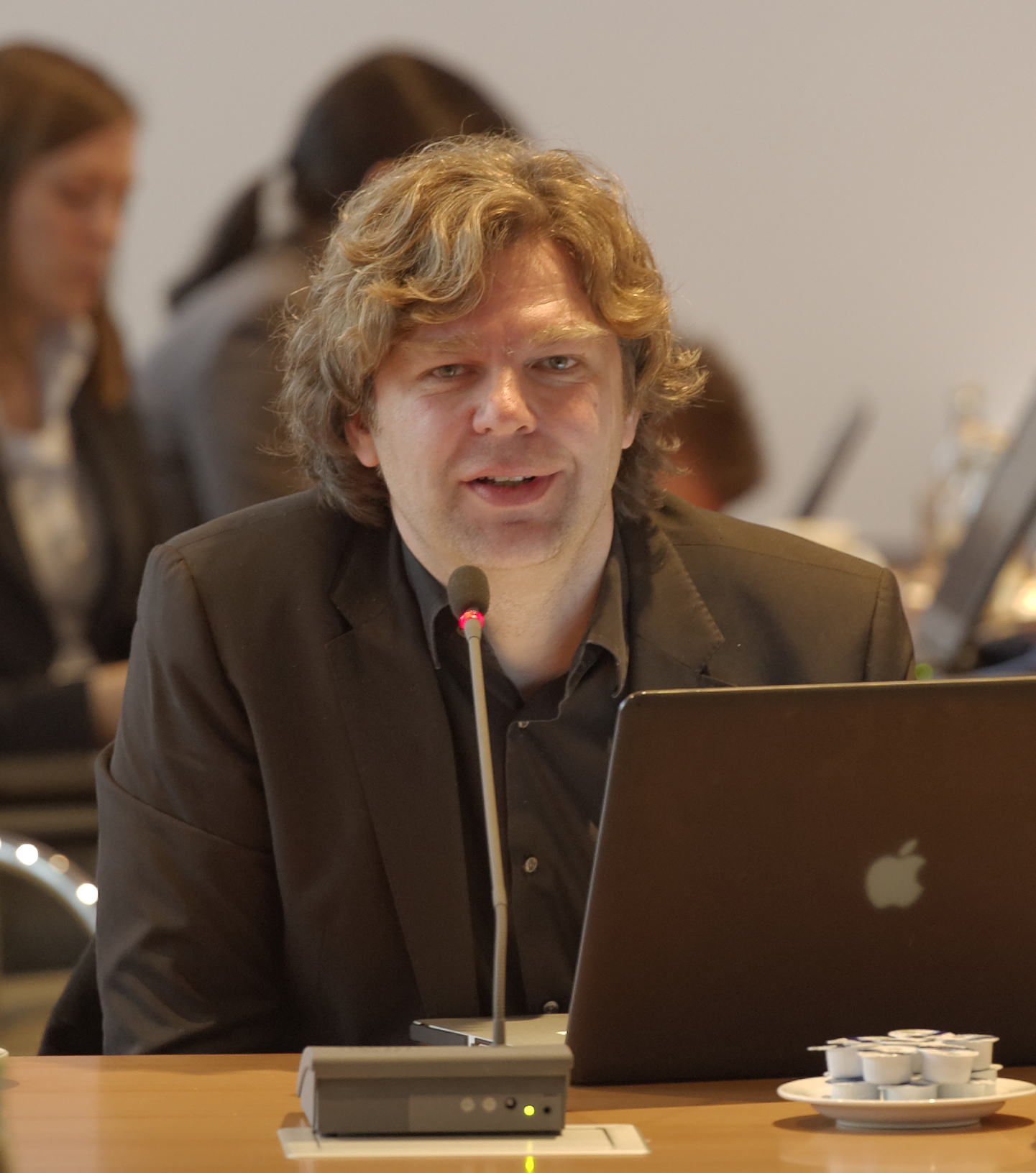
Michael Steinbrecher (* 1965)

- Steinbrecher, Thea (1884–1947), deutsche Schauspielerin bei Bühne und Film sowie Drehbuch- und Hörspielautorin
- Steinbrecher, Tom (* 1980), deutscher Musiker, Hörspielproduzent und Autor
- Steinbrecher, Yvonne (* 1971), deutsche Tischtennis- und Tennisspielerin
- Steinbrecht, Conrad (1849–1923), deutscher Architekt, Baubeamter und Denkmalpfleger
- Steinbrecht, Gustav (1808–1885), deutscher Reiter und Schüler von Louis Seeger
- Steinbrenner, Alfred, deutscher Schauspieler, Opernsänger und Synchronsprecher
- Steinbrenner, Georg (1911–1999), deutscher Verwaltungsjurist und Kommunalpolitiker
- Steinbrenner, George (1930–2010), US-amerikanischer Unternehmer
- Steinbrenner, Gregor (* 1969), deutscher Fernsehmoderator
- Steinbrenner, Hans (1905–1964), deutscher SS-Aufseher im KZ Dachau
- Steinbrenner, Hans (1928–2008), deutscher Bildhauer
- Steinbrenner, Karl (1927–1992), deutscher Acker- und Pflanzenbauwissenschaftler
- Steinbrenner, Klaus (* 1935), deutscher Bildhauer
- Steinbrenner, Theophil (1946–2018), deutscher Bildender Künstler
- Steinbrenner, Wilhelm Ludwig (1759–1831), deutscher evangelischer Theologe
- Steinbrinck, Erich (1881–1916), deutscher Marineoffizier
- Steinbrinck, Konrad (1845–1899), deutscher Architekt, Mitglied des Provinziallandtages der Provinz Hessen-Nassau
- Steinbrinck, Otto (1888–1949), deutscher Marineoffizier, Industrieller und Angeklagter im Nürnberger Flick-ProzessOtto Steinbrinck (1888–1949)

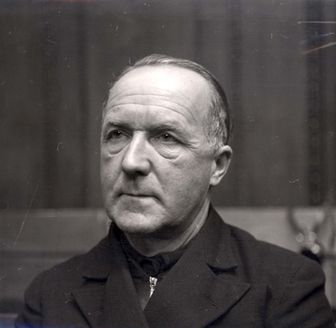
Otto Steinbrinck (1888–1949)

- Steinbrinck, Werner (1917–1942), deutscher kommunistischer Widerstandskämpfer gegen den Nationalsozialismus
- Steinbring, Werner (1904–1972), deutscher Politiker (SPD), MdA
- Steinbrink, August (1920–2018), deutscher Industriekaufmann und Heimatkundler
- Steinbrink, Bernd (* 1951), deutscher Medienwissenschaftler und Autor
- Steinbrink, Claudia (* 1972), deutsche Psychologin
- Steinbrink, Malte (1971–2023), deutscher Geograph
- Steinbruch, Aarão (1917–1992), brasilianischer Rechtsanwalt und Politiker
- Steinbruch, Dorothea († 2015), brasilianische Unternehmerin
- Steinbrüchel, Johann Jakob (1729–1796), Schweizer reformierter Theologe und Geistlicher sowie klassischer Philologe
- Steinbrück, Carl (1869–1945), deutscher Politiker und NS-Opfer
- Steinbrück, Eduard (1802–1882), deutscher Historienmaler und Radierer der Düsseldorfer Schule
- Steinbrück, Joachim Bernhard (1725–1789), deutscher evangelischer Geistlicher und Landeshistoriker
- Steinbrück, Johann Joachim (1760–1841), deutscher evangelischer Pfarrer und Schriftsteller
- Steinbrück, Karl-Heinz (1932–2000), deutscher Kunstschmied
- Steinbrück, Klaus (1939–2023), deutscher Orthopäde
- Steinbrück, Lutz (* 1972), deutscher Lyriker, Musiker und Journalist
- Steinbrück, Paul (1911–1994), deutscher Mediziner
- Steinbrück, Paul Otto (1838–1912), deutscher Kunsthandwerker und Bildhauer
- Steinbrück, Peer (* 1947), deutscher Politiker (SPD), MdL, MdB, BundesfinanzministerPeer Steinbrück (* 1947)

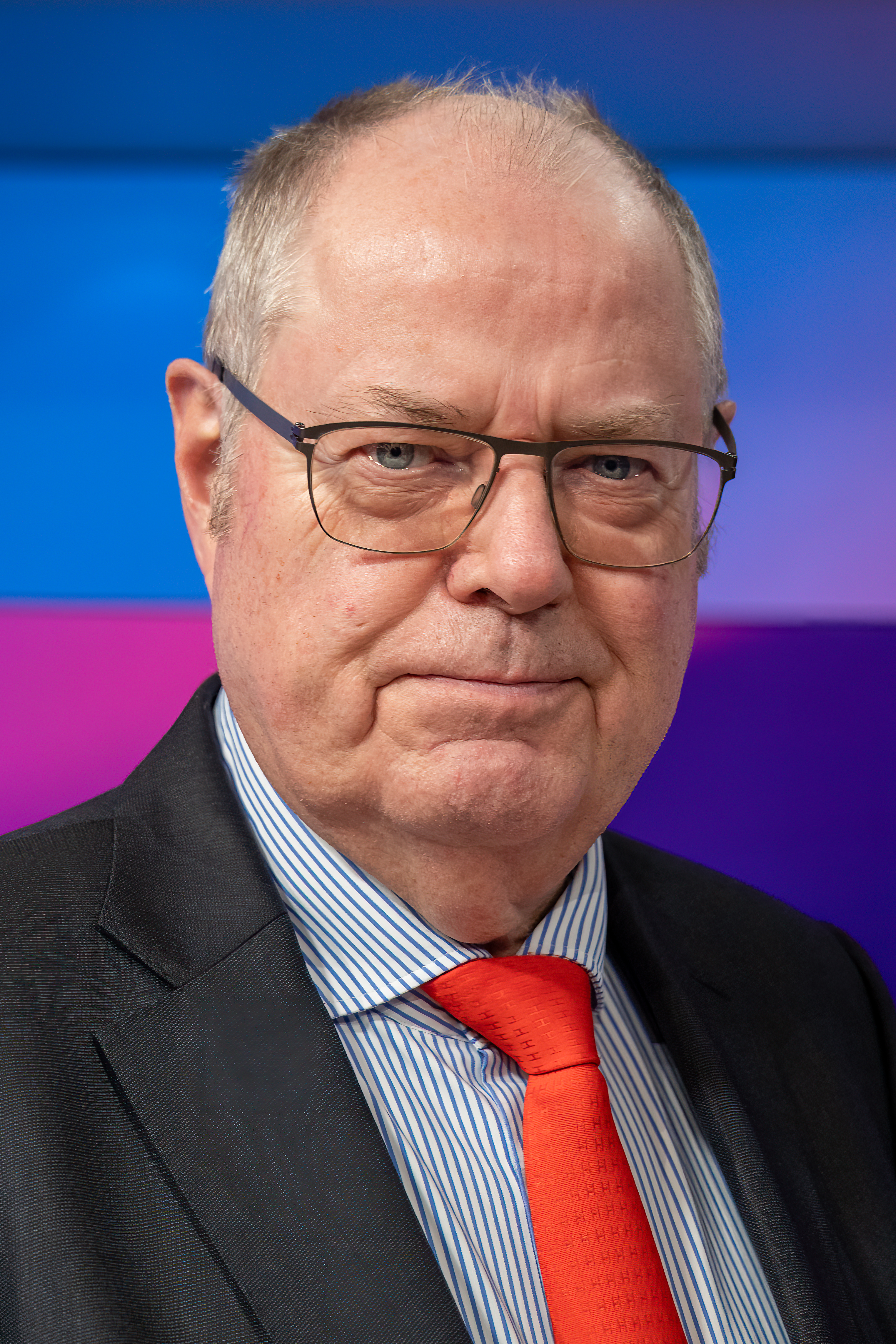
Peer Steinbrück (* 1947)

- Steinbrück, Stephan (* 1975), deutscher Politiker (AfD)
- Steinbrück, Werner, deutscher Fußballtrainer
- Steinbrück-Plenert, Gudrun, deutsche Filmeditorin
- Steinbrucker, Charlotte (1886–1965), deutsche Kunsthistorikerin
- Steinbrügge, Lieselotte (* 1953), deutsche Romanistin
- Steinbrunner, Marion (* 1966), deutsche Fußballspielerin

### Steinbu
- Steinbuch, Gerhild (* 1983), österreichische Schriftstellerin
- Steinbuch, Hermann (1863–1925), Schweizer Offizier
- Steinbuch, Karl (1917–2005), deutscher Kybernetiker, Nachrichtentechniker und Informationstheoretiker
- Steinbüchel, Anton von (1790–1883), österreichischer Numismatiker und Archäologe
- Steinbüchel, Theodor (1888–1949), deutscher katholischer Moraltheologe, Sozialethiker und Hochschullehrer
- Steinbüchler, Rudolf (1901–1985), österreichischer Maler
- Steinburg, Kathrin von (* 1977), deutsche Schauspielerin und SängerinKathrin von Steinburg (* 1977)

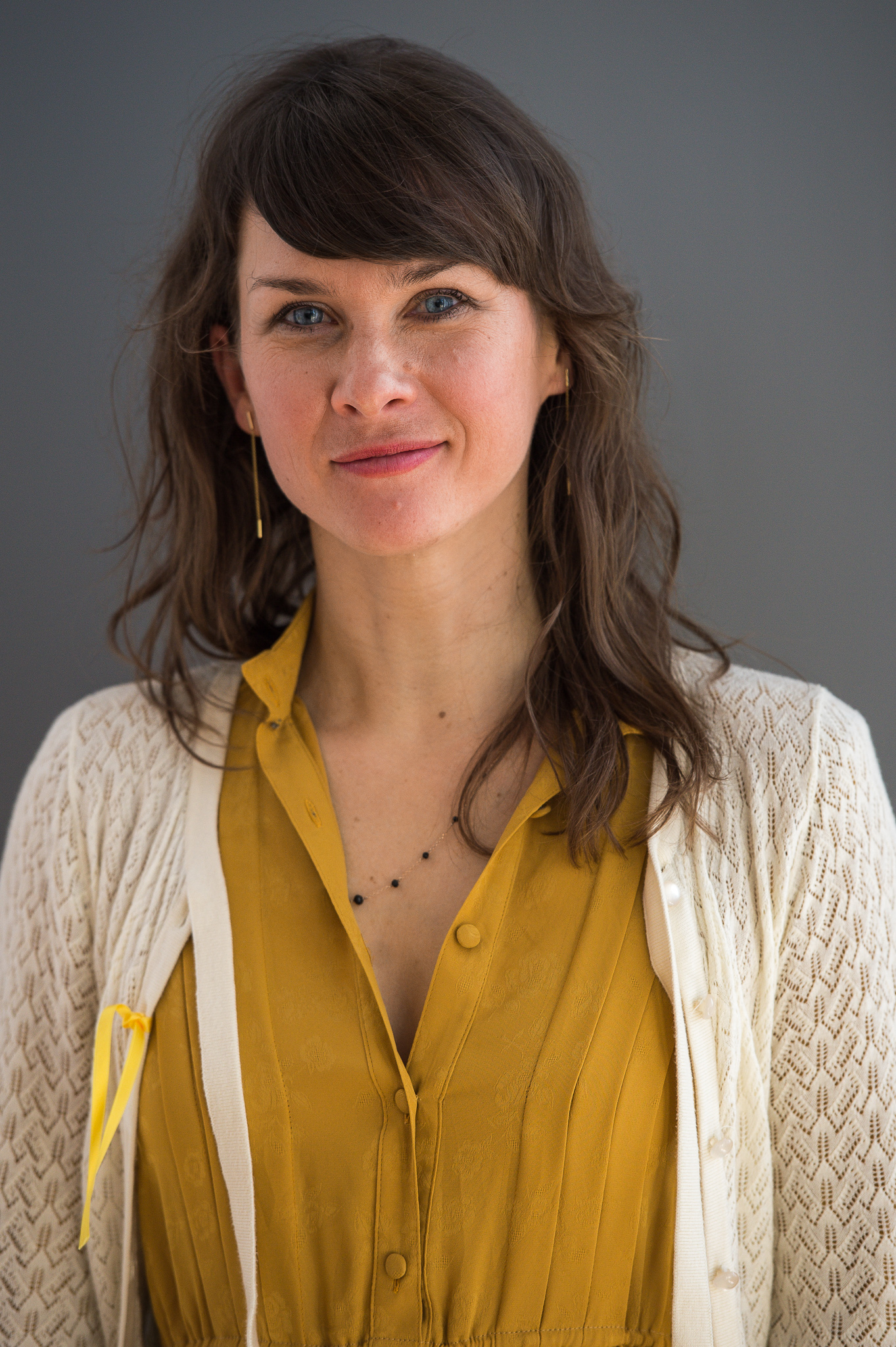
Kathrin von Steinburg (* 1977)

- Steinbusch, Anton Joseph (1829–1883), deutscher römisch-katholischer Gelehrter, Priester, Humanist und Politiker

### Steinby
- Steinby, Eva Margareta (* 1938), finnische Klassische Archäologin
- Steinby, Torsten (1908–1995), finnlandschwedischer Historiker, Journalist und Sachbuchautor